# Abrus longibracteatus
Abrus longibracteatus, vrsta cvjetnice iz porodice mahunarki. Izvorno područje ove vrste je Indokina (Laos i Vijetnam). Penjačica je i raste prvenstveno u vlažnom tropskom biomu.
Opisana je u Bulletin du Museum National d'Histoire Naturelle, Section B, Botanique, Biologie et Écologie Végétales, Phytochimie 13(3–4): 168. 1991.